# Sandøy (Schiff)
Die Sandøy ist eine Doppelendfähre der norwegischen Reederei Brevik Fergeselskap.

## Geschichte
Die Fähre wurde unter der Baunummer H2019/002 auf der Werft Holland Shipyards in Hardinxveld-Giessendam gebaut. Der Bauvertrag wurde am 14. August 2019 geschlossen. Die Kiellegung des Schiffes fand am 12. Februar 2020, der Stapelhub am 9. März 2021 statt. Die Fähre sollte ursprünglich Ende 2020 abgeliefert werden. Wegen der COVID-19-Pandemie und Verzögerungen beim Bau der Anleger in Norwegen wurde die Ablieferung auf das Jahr 2021 verschoben. Die Fähre wurde am 1. Juli 2021 abgeliefert. Die Baukosten beliefen sich auf rund 80 Mio. norwegische Kronen.
Die Fähre verkehrt über Eidangerfjord und Langesundfjord zwischen Brevik und den Inseln Sandøy und Bjørkøy. Die Indienststellung der Fähre verzögerte sich nach der Ablieferung im Juli 2021 bis September 2023, weil die Anleger noch nicht fertiggestellt waren. Bis dahin verkehrte auf der Strecke weiterhin die Fähre Oksøy, die im September 2023 von der Sandøy ersetzt wurde.

## Technische Daten und Ausstattung
Das Schiff wird von zwei permanentmagneterregten Synchronmotoren mit jeweils 375 kW Leistung angetrieben. Die Elektromotoren wirken auf jeweils eine Propellergondel mit Kortdüse an den beiden Enden des Schiffes. Sie werden aus Akkumulatoren mit einer Kapazität von 1356 kWh gespeist. Die Akkumulatoren werden überwiegend nachts am Anleger in Brevik mit einem Ladegerät mit 600 kW Leistung geladen.
Die Fähre verfügt über ein durchlaufendes Fahrzeugdeck mit zwei Fahrspuren. Dieses ist mittig vom Steuerhaus überbaut. Auf einer Seite der Fähre befindet sich unter anderem ein Aufenthaltsraum für die Passagiere.